# Монастырь Зелигенталь (Ландсхут)
Монастырь Зелигенталь (нем. Kloster Seligenthal, лат. Abbatia B.M.V. Felicis Vallis) — женский монастырь ордена цистерцианцев, располагающийся в баварском городе Ландсхут (Нижняя Бавария) и относящийся к епархии Регенсбурга. Монастырь был основан герцогиней Людмилой Чешской в 1232 году и освящён в честь Пресвятой Богородицы; в 1236 году, после передачи монастыря в подчинение аббатству Кайсхайма, в его отношении впервые было использовано название «Зелигенталь».